# 渋沢言忠
渋沢 言忠（しぶさわ あきただ、1912年10月6日 - 1987年）は、日本の実業家。古河合名会社、新立川航空機常務（1954年 - ?）を務めた。

## 家族
男爵・津軽行雅（1881年 - 1923年、細川行真の子で津軽承昭の娘婿）の三男で、実母は津軽理喜子（承昭の庶出子）である。養父は渋沢武之助、養母は渋沢（旧姓：福原）美枝（1894年 - 1976年）で、妻の渋沢昭子（1915年 - ?）は養父母の実子である。親戚に渋沢敬三（妻昭子の従兄）と渋沢雅英（敬三の長男）がいる。
妻の昭子が東京女学館出身であることから、東京女学館の理事を務めた。言忠没後は昭子の意向により、宗家当主の渋沢雅英がその職を引き継いだ。